# تشالكدة (بنج هزارة)
تشالکدة (بالفارسية: چالکده) هي قرية تقع في إيران في قسم بنج هزارة الريفي. يقدر عدد سكانها بـ 112 نسمة بحسب إحصاء 2016.